# 10e cérémonie des David di Donatello
La 10e cérémonie des David di Donatello s'est déroulée le 31 juillet 1965. 

## Palmarès
- Meilleur acteur :
  - Marcello Mastroianni pour Mariage à l'italienne ex æquo avec
  - Vittorio Gassman pour Cent millions ont disparu
- Meilleur acteur étranger :
  - Rex Harrison pour My Fair Lady
- Meilleure actrice :
  - Sophia Loren pour Mariage à l'italienne
- Meilleure actrice étrangère :
  - Audrey Hepburn pour My Fair Lady
- Meilleur réalisateur :
  - Vittorio De Sica pour Mariage à l'italienne ex æquo avec
  - Francesco Rosi pour Le Moment de la vérité
- Meilleur producteur :
  - Carlo Ponti pour Mariage à l'italienne
- Meilleur producteur étranger :
  - Jack L. Warner pour My Fair Lady

- Plaque d'or :
  - Melina Mercouri pour Topkapi
  - Mihalis Kakogiannis pour Zorba le grec
  - Dino De Laurentiis